# Flint (G.I. Joe)
Flint es un personaje ficticio de la serie G.I. Joe: A Real American Hero. Originalmente fue creado como un personaje para la serie animada Sunbow G.I. Joe en 1984, y luego se introdujo en el cómic y se produjo como una figura de acción en 1985. Es interpretado por D.J. Cotrona en la película de 2013 G.I. Joe: Retaliation.

## Perfil
Flint es el suboficial jefe del Equipo G.I. Joe. Su verdadero nombre es Dashiell R. Faireborn, y nació en Wichita, Kansas. Tiene una beca Rhodes y una licenciatura en literatura inglesa. Se graduó con los máximos honores de la Escuela Aerotransportada, la Escuela de Guardabosques, la Escuela de Fuerzas Especiales y la Escuela de Oficiales Técnicos de Vuelo. Como maestro táctico, también supervisó varias misiones de rescate estratégicamente importantes. Debido a sus credenciales, Duke lo incorporó al Equipo G.I. Joe. Flint es a menudo considerado como el "suboficial rudo" del Equipo G.I. Joe.
Flint se ha ganado la reputación de ser un egoísta arrogante, pero las habilidades de Flint generalmente respaldan su ego inflado. Esto inicialmente lo llevó a un conflicto frecuente con su compañera de equipo Lady Jaye, y los dos lucharon contra la atracción durante años, pero finalmente cedieron y expresaron sus sentimientos el uno por el otro. Los dos compartieron una relación tenue hasta que G.I. Joe se disolvió, momento en el que Flint decidió permanecer activo en el ejército, mientras que Lady Jaye se retiró parcialmente. Cuando se reintegró al equipo, Flint decidió aceptar un puesto como planificador táctico principal del equipo en lugar de regresar como comandante de campo.
La tarjeta de figura de acción de Flint de 1986 lo describe como un "Suboficial", pero su perfil de personaje establece su grado como E-6 para su lanzamiento original. Esto se debió al error de un editor, y no del autor original de la tarjeta de archivo, Larry Hama. Todos los lanzamientos posteriores le otorgan el rango de Suboficial dos, grado de pago WO-2.
En los cómics y juguetes de Action Force del Reino Unido, el verdadero nombre de Flint era David R. Faireborn y su tarjeta de archivo decía que provenía de Lincoln, Inglaterra.

## Juguetes
Flint se lanzó por primera vez como parte de la serie 4 en 1985. Los elementos comunes de muchas de sus apariciones son su boina y su elección de una escopeta como arma. La figura fue repintada y lanzada como parte de la línea Tiger Force en 1988.
En 1991, como parte de la línea Eco-Warriors, el cuerpo de Flint se moldeó con plástico que cambiaba de color, que cambiaría para mostrar daños por lodo cuando se golpea con agua fría.
En 1994 se lanzó una nueva versión de Flint, como parte de la línea Battle Corps.
Una versión de Flint sin accesorios llegó con el Built to Rule Ground Striker en 2004. Los antebrazos y las pantorrillas de la figura tenían lugares donde se podían unir bloques.
Flint nunca apareció en la serie de televisión G.I. Joe: Sigma 6, aunque se lanzó una figura de acción de Sigma 6 cerca del final de la línea.
Flint se lanzó en 2007 con la primera ola de paquetes individuales, celebrando el 25 aniversario de GI Joe: A Real American Hero. En 2008, fue liberado disfrazado de oficial Cobra con una cabeza enmascarada intercambiable.
Flint también se lanzó como parte de la serie Hall of Heroes. La figura venía empaquetada en un blíster y en una caja especial para coleccionistas. La primera ola se lanzó en abril de 2009.
Flint se lanzó en la serie Classified en 2020.

## Cómics

### Marvel Comics
En la serie de Marvel Comics G.I. Joe, apareció por primera vez en el número 37. Ayuda a salvar las vidas de Ripcord, Gung-Ho y Blowtorch.
Flint es un personaje destacado en la historia de respaldo de Special Missions número 50. Junto con Beach-Head y Lady Jaye, se infiltra con éxito en un avión terrorista. Todos los adversarios son neutralizados.
Flint se toma un tiempo privado para tratar de enamorar a Lady Jaye. Él piensa que ella está aceptando sus avances cuando lo empuja hacia unos arbustos. Ella se está escondiendo de Cobra Eels, soldados submarinos que brindan apoyo de respaldo para una invasión Cobra de la sede Joe. Flint se enfrenta solo a todos los soldados Cobra, lo que permite que Lady Jaye advierta a los demás. Hay lágrimas en sus ojos mientras ella sale corriendo. Flint escapa de un verdugo de EEL y se lo ve más tarde, herido y sangrando, pero aún móvil.
Flint, Lady Jaye, Scarlett y Snake Eyes se van de vacaciones a la isla de Granada. Flint es testigo de lo que parece ser la muerte de los dos últimos; en realidad, habían fingido una explosión para ir a rescatar a tres Joes que EE. UU. había cancelado.
La relación de Flint con Lady Jaye llega a un punto importante en el número 67. Scarlett y Snake Eyes regresan con los Joes. Flint está enojado porque no se les dejó entrar en las cosas. Lady Jaye golpea a Flint y le dice que los otros dos hicieron lo que hicieron porque les importaba. Flint responde "¿Como tú?" Scarlett luego escolta a Snake Eyes lejos de Flint y Lady Jaye abrazándose.
Flint lidera brevemente el subequipo de Joe, los "Eco-Warriors". Con Ozone y Clean-Sweep, se enfrenta al agente Cobra Cesspool, que está provocando un desastre de contaminación desde una plataforma petrolera abandonada.
Flint también tenía su lado más brutal, como se muestra en una misión en Wolkekuckuckland devastada por la guerra. Él y Lady Jaye se topan con dos soldados Cobra. Flint se ve obligado a matar a su oponente. El otro hombre, un Cobra Viper, se rinde a Lady Jaye. Flint dice que no pueden tomar prisioneros y se ofrece a matar al hombre si ella no puede hacerlo. Al final, el prisionero sobrevivió. Los dos soldados también tienen que lidiar con el líder de Wolkekuckuckland y el asistente traidor del hombre.

### Devil's Due Publishing

#### Reincorporación
Cuando G.I. Joe se disuelve, Flint y Lady Jaye se casan. Cuando G.I. Joe se reforma, ambos regresan al equipo, justo cuando Flint comienza a escribir un libro sobre sus experiencias en G.I. Joe. Flint reanuda sus funciones como el principal táctico del equipo, mientras que Lady Jaye finalmente se convierte en la jefa de inteligencia de los Joes y comandante de campo. Muchos de sus compañeros de equipo comentan que el matrimonio de Flint con Lady Jaye parece tener un efecto positivo en él, lo que hace que se suavice mucho.
El libro de Flint, Fight For Freedom, se vuelve popular y realiza una gira de promoción. Flint y la Baronesa son secuestrados por la misma organización en Checoslovaquia. Destro y Duke hacen arreglos para que G.I. Joe, Cobra y la Guardia de Octubre se unan para rescatarlos. A pesar de ser traicionado por el teniente Gorky, Flint y la Baronesa son rescatados, y Daina se une al equipo G.I. Joe después de que el teniente Gorky es asesinado.
Lady Jaye es asesinada por Dela Eden, miembro de Red Shadows, frente a Flint, lo que hace que se enfrente solo a Red Shadows. Flint es capturado, pero usa un rastreador para llevar a GI Joe a la sede de Red Shadows. Flint puede enfrentarse y derrotar a Dela Eden, pero se niega a matar a Dela, aunque tiene la oportunidad.

#### America’s Elite
Cuando G.I. Joe se reforma con una lista más pequeña y un estado encubierto, se llama a Flint para que vuelva al servicio activo. Sin embargo, la muerte de Lady Jaye hizo que aparentemente se convirtiera en una nueva persona. Su rostro ahora tiene cicatrices posiblemente debido a su enfoque más agresivo en la batalla. El carismático, bien hablado y confiado hasta el punto de la arrogancia Suboficial, fue reemplazado por un hombre hosco y melancólico que rara vez habla (cuando lo hace, por lo general es para sugerir la máxima fuerza contra amenazas de cualquier tamaño), y entrena para convertirse en un mejor guerrero a costa de su humanidad.
Flint finalmente abandonaría el equipo para perseguir su venganza contra las Sombras. Mientras sigue al líder de Red Shadows, Wilder Vaughn, Flint ve a la Baronesa con Vaughn, y dividido entre el deber y la venganza, Flint elige ir tras la Baronesa. Spirit y Snake Eyes rastrean a Flint hasta la ubicación de la Baronesa, donde los tres son atacados por Black Out. Flint se reincorpora al equipo, y durante la "Tercera Guerra Mundial" dirige un equipo a Daguestán y captura a Cobra Mortal y Ghost Bear. Toda esta serie de cómics fue posteriormente declarada no canónica por Hasbro cuando la licencia de los cómics se transfirió a IDW.

## Serie animada

### Serie Sunbow
La primera aparición animada de Flint fue en la segunda miniserie de G.I. Joe, The Revenge of Cobra, en la que se presentó como el segundo al mando, reemplazando a Duke como líder del equipo G.I. Joe, después de que Duke fuera capturado por Cobra. Flint luego se convirtió en un personaje recurrente a lo largo de la serie, a menudo alternando el papel de oficial al mando con Duke en la primera temporada. Cuando se presentó el General Hawk, Duke fue nombrado segundo al mando mientras que Flint se convirtió en el tercero en la cadena. El romance de Flint con Lady Jaye fue una parte común de la historia a lo largo del programa y una de las pocas cosas que la caricatura tenía en común con el cómic.
Algunas de las principales apariciones de Flint incluyen "The Gamesmaster", en la que es secuestrado junto con Lady Jaye, Baronesa y el Comandante Cobra por un empresario con una enfermedad mental; "Eau de Cobra", en la que está en una misión con Lady Jaye para evitar que Cobra tome el control de la flota marítima más grande del mundo y es seducido brevemente por la Baronesa con un perfume especial;"Primordial Plot", en la que él, Gung-Ho y Scarlett evitan que Cobra clone dinosaurios para un ejército; y "The Spy Who Rooked Me", en la que es uno de los Joes que trabaja con un agente secreto británico para entregar una caja que contiene un poderoso gas nervioso, que Cobra intenta poseer, a un arsenal de armas químicas.
El papel más destacado de Flint fue en "Flint's Vacation". En el episodio, él va a un pueblo costero a visitar a su primo, solo para descubrir que Cobra ha hipnotizado a la población para que trabajen como esclavos en una base submarina secreta. Flint pronto es capturado y también es víctima del lavado de cerebro a través de la televisión. Los Joes luego ingresan a la base Cobra para rescatar a la gente. Lady Jaye se enfrenta a Flint en una esclusa de aire en la base. Flint cierra la puerta de la ciudad e intenta abrir la puerta del mar, pero vuelve a un estado mental normal cuando Breaker desactiva las transmisiones subliminales.
Flint fue el único personaje de G.I. Joe que tuvo tres apariciones en PSA. Flint fue expresado por Bill Ratner.

#### G.I. Joe: The Movie
En G.I. Joe: The Movie, Flint aparece en la película como líder del equipo de rescate que está buscando a Roadblock. Como muchos de los personajes de las temporadas anteriores, no tiene un papel importante en la película, pero se lo ve durante la mayor parte de la película.

### Serie DiC
Flint reaparece más tarde en la segunda temporada de la caricatura DiC, como el líder de los "Eco-Warriors". Lucha con su equipo para evitar que Cesspool destruya el mundo con desechos tóxicos. Al igual que con muchos personajes de la era Sunbow, la personalidad de Flint cambió. La serie no se refirió a su relación con Lady Jaye (quien apareció en la primera temporada, emparejada con el Capitán Grid-Iron). El fue expresado por Michael Donovan.

### Transformers
Flint también tiene una conexión con la serie Transformers. Los fanáticos especularon durante dos décadas que el personaje de Marissa Faireborn en Transformers es su hija, ya que ambas comparten el mismo apellido. En "The Killing Jar", se encuentra con una versión ilusoria de su padre, que fue interpretado por Bill Ratner, el mismo actor que Flint en la serie G.I. Joe. Los escritores de ambos programas se mantuvieron tímidos sobre si Marissa Faireborn era en realidad la hija de Flint y Lady Jaye o no. Sin embargo, las notas del elenco de "The Killing Jar" se refieren al padre de Marissa como "un pedernal de 60 años". El misterio finalmente se resolvió el 7 de noviembre de 2006, con el lanzamiento en DVD del vigésimo aniversario de Transformers: la película. En una entrevista en el DVD, el editor de historia de Transformers, Flint Dille, confirmó que Marissa Faireborn es de hecho la hija de Flint y Lady Jaye.

### Spy Troops y Valor vs. Venom
Flint apareció en las películas animadas CGI directas a video G.I. Joe: Spy Troops y G.I. Joe: Valor vs. Venom, con la voz de Brian Dobson. Tuvo un papel menor en Valor vs Venom, trabajando en una estación remota en la jungla, con Gung-Ho, Beach Head y Tunnel Rat bajo su mando.

### G.I. Joe: Resolute
En G.I. Joe: Renegades, Flint es un oficial comisionado (primer teniente) en la inteligencia del ejército en lugar de un suboficial (aunque la imagen de la "tarjeta de archivo" en los créditos del título del programa todavía lo incluye como suboficial). También se opone a los renegados y el general Abernathy le asigna arrestarlos luego de la destrucción de Farmacéuticas Cobra. Utiliza a Lady Jaye como su contacto para capturar a los Renegados, pero no sabe que en realidad está apoyando a Duke contra las órdenes y contra Flint. Sin embargo, él sabe que ella simpatiza con Duke y cree que esto la haría más dispuesta a traerlo de manera segura (en el episodio "The Descent"). Al describir a su personaje, Duke se refiere a Flint como un "fanfarrón", pero que está "limpio" (episodio 12, "Homecoming, Parte 2").
En un flashback como se ve en el episodio de dos partes "Homecoming", Flint era un jugador de fútbol que llevó a su equipo a la victoria con una jugada que terminó rompiendo la pierna de Duke. Flint estaba feliz de frotar esto hasta que se dio cuenta de lo grave que había sido el daño y que esto arruinó la oportunidad de Duke de obtener una beca de fútbol para la universidad. Para ayudarlo, Flint le consiguió un trabajo en el ejército. En un encuentro posterior, después de ver a Duke salvar la vida de otro soldado, presionó para conseguirle una medalla al hombre. A pesar de su manera autoritaria y arrogante, Flint en "Homecoming, Part 2" afirma que es amigo de Duke y solo ha tratado de ayudarlo. Cuando los Renegados están detenidos brevemente en "Homecoming", Flint interroga a Duke: no cree la verdad sobre Industrias Cobra, pero como sabe que Duke es un buen hombre, Flint cree que lo obligaron a destruir una fábrica de Cobra en nombre de desconocidos. patrocinadores que ahora querrán silenciarlo. Debido a esta creencia, Flint tiene a las familias de los Renegados bajo protección armada para que no puedan ser atacados. Cuando la Baronesa ataca el tren de transporte de la prisión, recluta a regañadientes a los Joes para luchar contra ella; cuando escapan después, deliberadamente no dispara a Duke cuando tiene un tiro claro.
Si bien Flint es un antagonista, todavía se muestra como uno de los buenos. En "Busted", Flint lanzó una redada en una prisión donde el director corrupto de la prisión estaba llevando a cabo peleas ilegales entre los reclusos. Antes de allanar, hizo que el guardia de la puerta le dijera al alcaide que "entregue a sus fugitivos y a él mismo" o entrarán por la fuerza. Cuando el alcaide le dijo al guardia que lo contactó que tomara represalias atacando al grupo de Flint, Flint inició la redada.
En "Imitaciones", mostró desconfianza y disgusto por los soldados Cobra de la Baronesa en el momento en que él y Lady Jaye usaban a Zartan para rastrear a los Joe. Cuando Zartan escapó con Chameleon Mold destinado al Comandante Cobra, Baronesa le dijo a Flint que pensaba que estaba con los Joes. Flint tuvo que llamar a Wild Bill para que los ayudara a localizar a Zartan.
En "Prodigal", los Joes tuvieron que hacer arreglos para que Ripcord (que se descubrió que se había convertido en un híbrido humano / bio-víbora) se rindiera al grupo de Flint. Flint se sorprendió por el hecho de que Ripcord había sobrevivido a la explosión de Farmacéuticas Cobra. Cuando un Cobra Drone se acercó al helicóptero en el que Ripcord era uno, Ripcord terminó convirtiéndose en su forma Humana/Bio-Viper y saltó y noqueó a Flint en el proceso. Debido a que Flint quedó inconsciente, Lady Jaye tuvo que cancelar la persecución.
En "Cousins", Flint y Lady Jaye traen a Heavy Duty para rastrear a Roadblock.

## Película de acción real
D.J. Cotrona interpreta a Flint en G.I. Joe: Retaliation, la secuela de G.I. Joe: The Rise of Cobra.
En la película, Flint es un novato en la unidad Joe de Duke, que va a Pakistán para recuperar una ojiva nuclear. La mayoría de la unidad es posteriormente eliminada en un ataque aéreo militar, siendo los únicos sobrevivientes Flint, Roadblock (Dwayne Johnson) y Lady Jaye (Adrianne Palicki). Los Joes van a la ciudad natal de Roadblock y establecen una base en un antiguo centro comunitario, y también contactan al Joe original, el General Joseph Colton (Bruce Willis), quien los ayuda a detener a Cobra. Los Joes detienen el complot de Cobra en la reunión de la ONU y luego son recompensados por sus acciones.

## Videojuegos
Flint aparece como uno de los personajes del primer videojuego de Action Force.

## Otros medios
- Bill Ratner repite su papel de Flint en el episodio de Padre de familia, "North by North Quahog". Flint aparece en una parodia de los anuncios de servicio público "Saber es la mitad de la batalla" que eran comunes después del final de muchos episodios de G.I. Joe. Aparece de un baño en la escuela de Chris Griffin para hablar sobre las desventajas del abuso del alcohol. Nunca fue mencionado por su nombre.
- Flint aparece en el episodio de Robot Chicken, "Toyz in the Hood". Se le muestra compartiendo coche con He-Man, Lion-O y Superman. Bill Ratner repite su papel de Flint en el episodio "Day at the Circus". Flint luego hace un cameo en el episodio "Más sangre, más chocolate", donde él y los otros Joe asaltan al Comandante Cobra y plantan una bandera estadounidense en el trasero del Comandante Cobra. En "PD: Yes In That Way", Flint estaba entre los miembros de G.I. Joe que se burlaban de su miembro más nuevo, Calvin, también conocido como Doctor Fumbles. Fumbles lo ataca prematuramente en la garganta cuando el equipo de Joe fue emboscado y solo dejó a Duke con vida. En "Las divagaciones de Maurice", Flint estuvo presente en el funeral de Junkyard.
- En el webcómic Least I Could Do escrito por Ryan Sohmer, el personaje principal, Rayne Summers, una vez se quedó dormido mientras jugaba con figuras de acción de G.I. Joe y desempeñó el papel de Flint en una batalla alucinada entre él y las fuerzas de Cobra. Durante su alucinación, los otros soldados de G.I. Joe se refieren a Summers como "Flint".
- Las páginas 148-150 del libro electrónico de no ficción Diary of an American Boy tiene la reinvención de un niño pequeño del romance de Flint con Lady Jaye. Diary of an American Boy: A Poet, Athlete, Stud, and a Liar por Charles Pratt.[32]
- Bill Ratner repite su papel de Flint en el episodio de Community, "G.I. Jeff".